# Autoput A12
Die Autoput A12, auch Autoput Niš–Merdare genannt, ist eine teils fertiggestellte, teils geplante serbische Autobahn, die bei Niš beginnt und an der kosovarischen Grenze bei Merdare endet. Die Autobahn ist ein Teilstück des ehemaligen jugoslawischen Autoput Bratstvo i jedinstvo und damit Bestandteil des Paneuropäischen Verkehrskorridors X.

## Geschichte
Die serbische Ministerin für Bau, Transport und Infrastruktur Zorana Mihajlović kündigte im Frühjahr 2017 an, dass die Projektunterlagen bis Sommer 2017 fertig gestellt sein würden, so dass der Bau des 77 Kilometer langen Teils von Niš nach Merdare 2018 hätte beginnen können. Im Mai 2018 wurde von Mihajlović bekanntgegeben, dass der Bau eines ersten Teilstücks mit einer Länge von 39 Kilometern erst 2019 beginnen wird. Am 26. Juli 2023 wurde das erste Teilstück in der Nähe von Merošina durch den serbischen Präsidenten Aleksandar Vučić eröffnet. Dieser Abschnitt ist derzeit nur als autobahnähnliche Straße im 2+1-System ausgebaut. Zukünftig ist geplant, auch diese Strecke vierspurig auszubauen.

## Nummerierung
Derzeit ist die Autobahn als Autoput A4 mit blauer Beschilderung nummeriert. Nach der Verordnung über die Klassifizierung der Nationalstraßen vom Oktober 2023 wurde beschlossen, dieser Autobahn die Nummer A12 zu vergeben.